# Junior Eurovision Song Contest 2022
La ventesima edizione del Junior Eurovision Song Contest si è svolta l'11 dicembre 2022, presso l'Arena Demircian di Erevan, in Armenia, in seguito alla vittoria di Maléna nell'edizione precedente.
Il concorso si è articolato in un'unica finale condotta da Garik Popoyan, Iveta Mukuchyan e Karina Ignatyan, ed è stato trasmesso in 17 paesi. La durata totale del concorso è stata di circa 2 ore.
In questa edizione il Regno Unito, sulla scia dell'organizzazione dell'Eurovision Song Contest 2023, ha confermato il suo ritorno dopo 16 anni d'assenza, mentre l'Azerbaigian, la Bulgaria e la Germania hanno annunciato il proprio ritiro. La Russia, partecipante fissa sin dalla terza edizione, è stata esclusa in seguito all'espulsione delle emittenti nazionali (C1R, VGTRK e RDO) dall'UER.
A vincere il concorso è stato Lissandro in rappresentanza della Francia con la canzone Oh maman!.

## Organizzazione

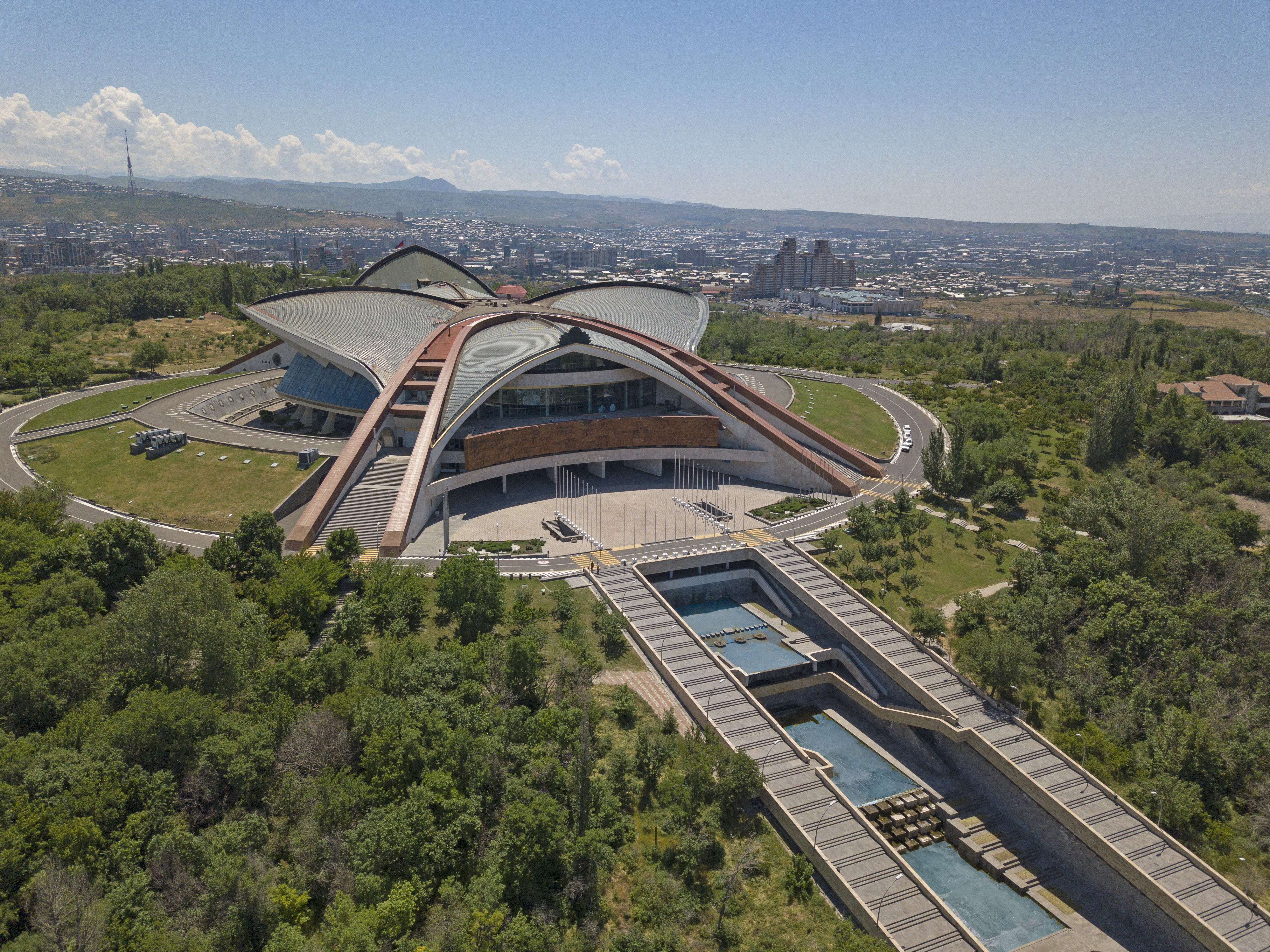
L'Arena Demircian, sede del Junior Eurovision Song Contest 2022.

Nella conferenza stampa a seguito della vittoria di Maléna, il capo delegazione armeno David Tserunyan ha annunciato che l'emittente ARMTV aveva intenzione di candidarsi per ospitare l'edizione 2022 del concorso, parlandone quindi con l'Unione europea di radiodiffusione (UER).
Il 21 dicembre 2021 l'UER ha accolto la richiesta dell'emittente e ha comunicato che l'Armenia avrebbe ospitato la manifestazione nel 2022. Si tratta del secondo evento eurovisivo che si svolge in Armenia, dopo il Junior Eurovision Song Contest 2011.

### Scelta della sede
Il 21 febbraio 2022 il primo ministro armeno Nikol Pashinyan ha annunciato che la sede dell'evento sarebbe stata l'Arena Demircian, collocata nella capitale Erevan. L'arena, già sede dell'edizione 2011, con una capienza di circa 7 000 persone, include una sala riservata ai concerti, una sala per gli eventi sportivi ed una sala conferenze.
Il successivo 6 aprile l'UER e ARMTV hanno confermato l'Arena Demircian come sede ufficiale dell'evento.

### Logo e slogan
Il 26 settembre 2022, in concomitanza con l'annuncio dei partecipanti, sono stati resi noti lo slogan ed il logo di questa edizione.
Lo slogan è Spin the Magic, mentre il logo rappresenta una trottola di legno circondata da tre fili con i colori della bandiera armena.
Hovhannes Movsisyan, portavoce di ARMTV, ha spiegato che il logo è stato ideato per rappresentare un punto d'incontro tra la vecchia e la nuova Armenia.

### Presentatori
Il 18 novembre 2022 sono stati annunciati i presentatori di questa edizione: Garik Papoyan, Iveta Mukuchyan e Karina Ignatyan.
- Garik Papoyan è un attore, presentatore televisivo e paroliere armeno. Dopo aver debuttato come presentatore in vari programmi televisivi nazionali, ha composto i brani in rappresentanza dell'Armenia all'Eurovision Song Contest 2014 e 2019, oltre ad aver coperto il ruolo di portavoce nazionale nell'edizione 2022.
- Iveta Mukuchyan è una cantante ed attrice armena conosciuta per aver rappresentato il paese all'Eurovision Song Contest 2016 con il brano LoveWave.
- Karina Ignatyan è una cantante armena conosciuta per aver rappresentato il paese al Junior Eurovision Song Contest 2019 con il brano Colours of Your Dream.

Il 1º dicembre 2022 è stata annunciata la presenza di Robin, un robot dotato di un'intelligenza artificiale utilizzato nei principali ospedali nazionali a supporto dei bambini. Sviluppato dalla compagnia informatica armena Expper Technologies, il compito di Robin sarà quello di aprire le finestre di voto durante l'evento, oltre ad affiancare i presentatori come ospite speciale, diventando de facto la mascotte dell'edizione.
Il 3 dicembre sono stati annunciati i presentatori della cerimonia d'apertura: Dalita Avanessian, Hamlet Arakelyan e Aram Mp3.
- Dalita Avanessian, nota come Dalita, è una cantante armena conosciuta per aver rappresentato il paese al Junior Eurovision Song Contest 2011, edizione svoltasi ad Erevan, con il brano Welcome to Armenia.
- Hamlet Arakelyan è un presentatore televisivo e radiofonico, noto per aver condotto vari programmi sui principali canali dell'Armenia.
- Aram Mp3, pseudonimo di Aram Sargsyan, è un cantante e showman armeno noto per aver rappresentato il paese all'Eurovision Song Contest 2014 con il brano Not Alone.

### Sistema di voto
Come nelle edizioni precedenti, il vincitore è stato decretato da una combinazione di voto delle giurie nazionali e voto online del pubblico. Il voto online è stato diviso in due fasi:
- la prima fase di votazione è stata aperta il 9 dicembre alle ore 20:00 fino all'11 dicembre, poco prima dell'evento dal vivo; il pubblico ha avuto la possibilità di votare le proprie tre canzoni preferite, tra cui quella del proprio paese, dietro una visione obbligatoria di un riepilogo generale di tutte le canzoni in gara e una visione facoltativa di un minuto di prove tecniche;
- la seconda fase della votazione, sempre online, è durata 15 minuti ed è partita dopo l'ultima esibizione delle canzoni in gara, come in un classico televoto.

Queste due fasi hanno inciso per il 50% sulla classifica finale, a cui sono stati sommati i voti delle giurie nazionali.

### Cartoline
Le cartoline sono dei video introduttivi di circa 40 secondi mostrate in TV, mentre sul palco vengono preparate le varie scenografie dei paesi in gara. Le registrazioni, organizzate da ARMTV, sono partite a ottobre 2022 a Erevan per poi proseguire in diverse città e siti in tutta l'Armenia. I seguenti luoghi sono stati utilizzati per le cartoline:
- Albania – Hanrapetutyan Street
- Armenia – Monastero di Geghard
- Francia – Madre Armenia
- Georgia – Memoriale del 50º anniversario dell'Armenia sovietica
- Irlanda – Piazza della Repubblica
- Italia – Tempio di Garni
- Kazakistan – Piazza della Repubblica
- Macedonia del Nord – Matenadaran
- Malta – Stazione della metropolitana in Piazza della Repubblica
- Paesi Bassi – Cattedrale di Zvartnots
- Polonia – Parco del 2800º anniversario di Erevan
- Portogallo – Teatro dell'Opera
- Regno Unito – Monumento di Davide di Sassun
- Serbia – Parco del 2800º anniversario di Erevan
- Spagna – Museo delle arti Cafesjian
- Ucraina – Giardino botanico di Erevan

## Stati partecipanti

Stati partecipanti
Stati che hanno partecipato in passato ma non nel 2022

Stati partecipanti
     Stati che hanno partecipato in passato ma non nel 2022
| Stato                   | Artista                  | Brano                  | Lingua                | Processo di selezione                                                                    |
| ----------------------- | ------------------------ | ---------------------- | --------------------- | ---------------------------------------------------------------------------------------- |
| Albania                 | Kejtlin Gjata            | Pakëz diell            | Albanese              | Junior Fest 2022, 25 ottobre 2022                                                        |
| Armenia (organizzatore) | Nare                     | Dance!                 | Armeno, inglese       | Interno, 28 ottobre 2022 per l'artista; 12 novembre 2022 per il brano                    |
| Francia                 | Lissandro                | Oh maman!              | Francese              | Interno, 28 ottobre 2022                                                                 |
| Georgia                 | Mariam Bigvava           | I Believe              | Georgiano, inglese    | Ranina 2022, 18 giugno 2022 per l'artista; 8 novembre 2022 per il brano                  |
| Irlanda                 | Sophie Lennon            | Solas                  | Irlandese             | Junior Eurovision Éire 2022, 23 ottobre 2022 per l'artista; 8 novembre 2022 per il brano |
| Italia                  | Chanel Dilecta           | Bla bla bla            | Italiano, inglese     | Interno, 3 novembre 2022 per l'artista; 10 novembre 2022 per il brano                    |
| Kazakistan              | David Charlin            | Jer-Ana (Mother Earth) | Kazako, inglese       | Baqıttı Bala, 13 agosto 2022 per l'artista; 6 novembre 2022 per il brano                 |
| Macedonia del Nord      | Lara feat. Jovan & Irina | Životot e pred mene    | Macedone, inglese     | Interno, 29 giugno e 2 novembre 2022 per gli artisti; 3 novembre 2022 per il brano       |
| Malta                   | Gaia Gambuzza            | Diamonds in the Skies  | Inglese               | Malta Junior Eurovision Song Contest 2022, 2 ottobre 2022                                |
| Paesi Bassi             | Luna                     | La festa               | Olandese, inglese     | Junior Songfestival 2022, 24 settembre 2022                                              |
| Polonia                 | Laura                    | To the Moon            | Polacco, inglese      | Szansa na sukces - Eurowizja Junior 2022, 25 settembre 2022                              |
| Portogallo              | Nicolas Alves            | Anos 70                | Portoghese brasiliano | The Voice Kids Portugal, 10 agosto 2022 per l'artista; 7 novembre 2022 per il brano      |
| Regno Unito             | Freya Skye               | Lose My Head           | Inglese               | Interno, 3 novembre 2022                                                                 |
| Serbia                  | Katarina Savić           | Svet bez granica       | Serbo                 | Interno, 10 ottobre 2022 per l'artista; 6 novembre 2022 per il brano                     |
| Spagna                  | Carlos Higes             | Señorita               | Spagnolo              | Interno, 3 ottobre 2022 per l'artista; 4 novembre 2022 per il brano                      |
| Ucraina                 | Zlata Dzjun'ka           | Nezlamna (Unbreakable) | Ucraino, inglese      | Nacvidbir 2022, 18 settembre 2022                                                        |

## L'evento
La manifestazione si è svolta l'11 dicembre 2022 alle 16:00 CET; vi gareggeranno 16 paesi. L'ordine di uscita è stato reso noto il 5 dicembre.
Si sono esibiti inoltre Maléna, vincitrice dell'edizione precedente, con il singolo Can't Feel Anything, Rosa Linn, rappresentante dell'Armenia all'Eurovision Song Contest 2022, con una versione rivisitata di Snap, tutti i partecipanti con la common song Spin the Magic e, infine, alcuni ex vincitori della manifestazione per celebrare il ventesimo anniversario del concorso.
A causa di problemi di salute, Katarina Savić, la rappresentante serba, ha partecipato con un'esibizione pre-registrata girata durante le prove costume presso l'Arena Demircian, data l'impossibilità della rappresentante di presenziare fisicamente alla manifestazione.
| Nº | Stato              | Artista                  | Brano                  | Punti | Posizione |
| -- | ------------------ | ------------------------ | ---------------------- | ----- | --------- |
| 01 | Paesi Bassi        | Luna                     | La festa               | 128   | 7         |
| 02 | Polonia            | Laura                    | To the Moon            | 95    | 10        |
| 03 | Kazakistan         | David Charlin            | Jer-Ana (Mother Earth) | 47    | 15        |
| 04 | Malta              | Gaia Gambuzza            | Diamonds in the Skies  | 43    | 16        |
| 05 | Italia             | Chanel Dilecta           | Bla bla bla            | 95    | 11        |
| 06 | Francia            | Lissandro                | Oh maman!              | 203   | 1         |
| 07 | Albania            | Kejtlin Gjata            | Pakëz diell            | 94    | 12        |
| 08 | Georgia            | Mariam Bigvava           | I Believe              | 161   | 3         |
| 09 | Irlanda            | Sophie Lennon            | Solas                  | 150   | 4         |
| 10 | Macedonia del Nord | Lara feat. Jovan & Irina | Životot e pred mene    | 54    | 14        |
| 11 | Spagna             | Carlos Higes             | Señorita               | 137   | 6         |
| 12 | Regno Unito        | Freya Skye               | Lose My Head           | 146   | 5         |
| 13 | Portogallo         | Nicolas Alves            | Anos 70                | 121   | 8         |
| 14 | Serbia             | Katarina Savić           | Svet bez granica       | 92    | 13        |
| 15 | Armenia            | Nare                     | Dance!                 | 180   | 2         |
| 16 | Ucraina            | Zlata Dzjun'ka           | Nezlamna (Unbreakable) | 111   | 9         |

| Pos. | Voto online        | Punti | Giuria             | Punti |
| ---- | ------------------ | ----- | ------------------ | ----- |
| 1    | Regno Unito        | 80    | Francia            | 132   |
| 2    | Spagna             | 78    | Georgia            | 114   |
| 3    | Francia            | 71    | Armenia            | 110   |
| 4    | Armenia            | 70    | Irlanda            | 88    |
| 5    | Paesi Bassi        | 70    | Regno Unito        | 66    |
| 6    | Portogallo         | 70    | Spagna             | 59    |
| 7    | Ucraina            | 64    | Paesi Bassi        | 58    |
| 8    | Irlanda            | 62    | Albania            | 51    |
| 9    | Polonia            | 53    | Portogallo         | 51    |
| 10   | Italia             | 53    | Ucraina            | 47    |
| 11   | Serbia             | 51    | Polonia            | 42    |
| 12   | Georgia            | 47    | Italia             | 42    |
| 13   | Albania            | 43    | Serbia             | 41    |
| 14   | Kazakistan         | 42    | Macedonia del Nord | 12    |
| 15   | Macedonia del Nord | 42    | Malta              | 10    |
| 16   | Malta              | 33    | Kazakistan         | 5     |

12 punti
| Nº | A           | Da                                              |
| -- | ----------- | ----------------------------------------------- |
| 4  | Armenia     | Francia, Kazakistan, Macedonia del Nord, Spagna |
| 4  | Francia     | Irlanda, Italia, Paesi Bassi, Portogallo        |
| 2  | Georgia     | Armenia, Polonia                                |
| 2  | Irlanda     | Malta, Serbia                                   |
| 2  | Italia      | Albania, Georgia                                |
| 1  | Regno Unito | Ucraina                                         |
| 1  | Spagna      | Regno Unito                                     |

## Portavoce
- Paesi Bassi: Ralf Mackenbach (Vincitore del Junior Eurovision Song Contest 2009 e portavoce nell'edizione 2012)
- Polonia: Viki Gabor (Vincitrice del Junior Eurovision Song Contest 2019)
- Kazakistan: Hallash
- Malta: Gaia Cauchi (Vincitrice del Junior Eurovision Song Contest 2013 e portavoce nell'edizione 2016)
- Italia: Vincenzo Cantiello (Vincitore del Junior Eurovision Song Contest 2014 e portavoce nell'edizione 2015)
- Francia: Valentina (Vincitrice del Junior Eurovision Song Contest 2020)
- Albania: Mariam Gvaladze (Vincitrice del Junior Eurovision Song Contest 2011 come parte delle Candy)
- Georgia: Niko Kajaia (Rappresentante dello stato al Junior Eurovision Song Contest 2021)
- Irlanda: Holly Lennon
- Macedonia del Nord: Mariam Mamadashvili (Vincitrice del Junior Eurovision Song Contest 2016)
- Spagna: Juan Diego Álvarez
- Regno Unito: Tabitha
- Portogallo: Emily Alves
- Serbia: Petar Aničić (Rappresentante dello stato al Junior Eurovision Song Contest 2020)
- Armenia: Maléna (Vincitrice del Junior Eurovision Song Contest 2021)
- Ucraina: Mykola Olijnyk

## Trasmissione dell'evento

### Televisione e radio
| Paese              | Emittente          | Stazione                        | Commentatori                                     | Note                 |
| ------------------ | ------------------ | ------------------------------- | ------------------------------------------------ | -------------------- |
| Albania            | RTSH               | RTSH 1 RTSH Muzikë Radio Tirana | Andri Xhahu                                      | [ 45 ]               |
| Armenia            | ARMTV              | Armenia 1                       | Hamlet Arakelyan Hrachuhi Utmazyan               | [ 46 ]               |
| Francia            | France Télévisions | France 2                        | Stéphane Bern Carla Lazzari                      | [ 47 ]               |
| Georgia            | GPB                | 1TV                             | Nika Loblanidze                                  | [ 48 ] [ 49 ]        |
| Germania           | ARD/ZDF            | KiKA                            | Constantin "Consi" Zöller                        | [ 50 ] [ 51 ]        |
| Irlanda            | TG4                | TG4                             | Sinéad Ní Ullachàin                              | [ 52 ]               |
| Italia             | Rai                | Rai 1                           | Mario Acampa Francesca Fialdini Rosanna Vaudetti | [ 53 ] [ 54 ] [ 55 ] |
| Kazakistan         | KA                 | Khabar TV                       | Qaldybek Jaısaqbaj Machabbat Ėsen                | [ 56 ]               |
| Macedonia del Nord | MRT                | MRT 1                           | Eli Tanaskovska                                  | [ 57 ]               |
| Malta              | PBS                | TVM 1                           | Nessuno                                          | [ 52 ]               |
| Paesi Bassi        | NPO                | NPO 3 NPO Zapp                  | Bart Arens Matheu Hinzen                         | [ 58 ] [ 59 ]        |
| Polonia            | TVP                | TVP1 TVP Polonia TVP ABC        | Aleksander Sikora                                | [ 60 ] [ 61 ]        |
| Portogallo         | RTP                | RTP1 RTP Internacional          | Nuno Galopim Iolanda Ferreira                    | [ 62 ] [ 63 ]        |
| Regno Unito        | BBC                | BBC One CBBC                    | Lauren Layfield HRVY                             | [ 64 ] [ 65 ]        |
| Serbia             | RTS                | RTS 2 RTS Svet                  | Kristina Radenković                              | [ 66 ] [ 67 ]        |
| Spagna             | RTVE               | La 1 TVE Internacional TVE 4K   | Tony Aguilar Julia Varela                        | [ 68 ] [ 69 ]        |
| Ucraina            | UA:PBC             | Suspil'ne Kul'tura              | Timur Mirošnyčenko                               | [ 70 ] [ 71 ]        |

### Streaming
| Paese       | Piattaforma |
| ----------- | ----------- |
| Irlanda     | TG4 Player  |
| Italia      | RaiPlay     |
| Paesi Bassi | NPO Start   |
| Regno Unito | BBC iPlayer |
| Spagna      | RTVE Play   |
| Mondo       | YouTube     |

## Ascolti
| Paese       | Telespettatori | Share | Note   |
| ----------- | -------------- | ----- | ------ |
| Francia     | 1 110 000      | 8,9%  | [ 72 ] |
| Germania    | 170 000        | 2,1%  | [ 73 ] |
| Irlanda     | 15 300         | 2,1%  | [ 74 ] |
| Italia      | 1 523 000      | 11,7% | [ 75 ] |
| Paesi Bassi | 279 000        | —     | [ 76 ] |
| Polonia     | 2 100 000      | 15,1% | [ 77 ] |
| Portogallo  | 319 400        | 8,8%  | [ 78 ] |
| Regno Unito | 700 000        | —     | [ 79 ] |
| Serbia      | 32 503         | 1,25% | [ 80 ] |
| Spagna      | 1 183 000      | 10,1% | [ 81 ] |

## Stati non partecipanti
- Australia: il 18 aprile 2022 ABC ha confermato che non avrebbe preso parte all'evento,[82] seguita da SBS il successivo 4 agosto.[83]
- Austria: il 26 maggio 2022 ORF ha dichiarato che non avrebbe debuttato in questa edizione.[84]
- Azerbaigian: il 14 gennaio 2022 Eldar Rasulov, membro della delegazione azera, ha dichiarato che la nazione dovrebbe partecipare al concorso indipendentemente dalla nazione ospitante, in risposta alle voci che speculavano un possibile ritiro a seguito della conferma che la manifestazione si sarebbe svolta in Armenia.[85] Il 26 settembre 2022 l'UER ha annunciato la non partecipazione del paese.
- Belgio: il 27 maggio 2022 VRT ha confermato che non avrebbe preso parte all'evento.[86]
- Bielorussia: in seguito all'espulsione dell'emittente bielorussa BTRC dall'Unione europea di radiodiffusione, avvenuta il 1º luglio 2021, la nazione non dispone dei diritti di partecipazione e trasmissione del concorso fino al 2024.[87]
- Bulgaria: nonostante un'iniziale conferma,[88] il 26 settembre 2022 l'UER ha annunciato la non partecipazione del paese.
- Cipro Il 31 luglio 2022 CyBC ha confermato che non avrebbe preso parte all'evento.[89]
- Danimarca: il 24 maggio 2022 DR ha confermato che non avrebbe preso parte all'evento.[90]
- Estonia: il 27 maggio 2022 ERR ha dichiarato che non avrebbe debuttato per motivi economici, senza però escludere l'idea nel partecipare in futuro.[91]
- Finlandia: il 20 maggio 2022 Yle ha dichiarato che non avrebbe debuttato in questa edizione.[92]
- Galles: il 4 febbraio 2022 S4C ha confermato che non avrebbe preso parte all'evento.[93]
- Germania: nonostante un'iniziale conferma,[94] il 2 agosto 2022 il canale per ragazzi KiKA ha confermato che non avrebbe preso parte all'evento, citando una "pausa creativa" relativa alle restrizioni di viaggio parziali per l'Armenia emesse dal ministero federale degli affari esteri tedesco. Tuttavia, ha confermato la trasmissione dell'evento, in vista del ritorno previsto per l'edizione 2023.[95]
- Grecia: il 24 giugno 2022 ERT ha confermato che non avrebbe preso parte all'evento.[96]
- Islanda: l'emittente RÚV ha inviato una propria delegazione a Parigi per supervisionare l'edizione 2021 e per valutare una futura partecipazione dell'isola al concorso. Lo spettacolo inoltre è stato trasmesso sulla televisione nazionale, seppur in differita, per la prima volta dal 2003.[97] Tuttavia, Rúnar Freyr, il direttore della stampa per conto dell'emittente, ha confermato che al momento era «troppo presto» per confermare il debutto del paese nell'edizione 2022.[98] Il successivo 7 luglio RÚV ha confermato che non avrebbe debuttato in questa edizione, confermando comunque l'intenzione di inviare nuovamente una delegazione nazionale per supervisionare il concorso.[99]
- Israele: il 1º giugno 2022 IPBC ha confermato che non avrebbe preso parte all'evento, per concertarsi sulla partecipazione all'Eurovision Song Contest.[100]
- Lettonia: il 24 maggio 2022 LTV ha confermato che non avrebbe preso parte all'evento.[90]
- Lituania: il 25 maggio 2022 LRT ha confermato che non avrebbe preso parte all'evento.[101]
- Moldavia: il 24 maggio 2022 TRM ha confermato che non avrebbe preso parte all'evento.[90]
- Montenegro: il 30 maggio 2022 RTCG ha confermato che non avrebbe preso parte all'evento, per concertarsi sulla partecipazione all'Eurovision Song Contest.[102]
- Norvegia: il 26 maggio 2022 NRK ha confermato che non avrebbe preso parte all'evento.[84]
- Rep. Ceca: il 10 giugno 2022 ČT ha dichiarato che non avrebbe debuttato in questa edizione.[103]
- Romania: il 1º giugno 2022 TVR ha confermato che non avrebbe preso parte all'evento.[104]
- Russia: nonostante un'iniziale conferma,[105] il 26 febbraio 2022 tutte le emittenti russe hanno interrotto l'affiliazione con l'UER, in seguito alla decisione di quest'ultima di escludere la nazione dal partecipare all'Eurovision Song Contest 2022 dovuto alla crisi russo-ucraina del 2021-2022, con la successiva invasione del territorio ucraino da parte delle forze armate russe.[106][107] Il successivo 26 maggio l'UER ha confermato ufficialmente l'espulsione a tempo indeterminato delle emittenti russe dall'afflizione, facendo perdere alla nazione i diritti di partecipazione e trasmissione del concorso.[1]
- San Marino: il 15 giugno 2022 San Marino RTV ha confermato che non avrebbe preso parte all'evento.[108]
- Slovenia: dopo aver discusso su un possibile ritorno,[109] il 29 maggio 2022 RTV SLO ha confermato che non avrebbe preso parte all'evento.[110]
- Svezia: il 3 giugno 2022 SVT ha confermato che non avrebbe preso parte all'evento.[111]
- Svizzera: il 30 maggio 2022 SRF ha confermato che non avrebbe preso parte all'evento,[112] seguita poi da RSI il successivo 6 giugno.[113]